# Młynówka Malborska
Młynówka Malborska (Kanał Juranda) – kanał wodny, dopływ Nogatu o długości 29,3 km, wypływający z jeziora Dzierzgoń.
Kanał został zaprojektowany i wykonany w latach 1280–1320 przez Krzyżaków. Dostarczał niezależnie wodę do zamku w Malborku oraz napędzał Młyn Górny w Malborku. Przepływa przez położone na południe od Malborka jezioro Dąbrówka. Miejscowości położone nad kanałem to Krasna Łąka, Stary Targ, Jurkowice, Koślinka oraz Malbork, gdzie kanał wpływa do Nogatu. Do 1904 wzdłuż Młynówki w Malborku przebiegał drewniany, średniowieczny wodociąg z rur o średnicy 10 cm, zasilający 11 zdrojów ulicznych.
W 1949 wprowadzono urzędowo polską nazwę Malborska Młynówka, zastępując poprzednie niemieckie nazwy Mühl Graben i Vorflut Graben, względnie Mühlengraben.